# Balago
Balago är en katalansk (spansk) elektronikmusikgrupp. Gruppen bildades 1997 i La Garriga och består numera av David Crespo och Guim Serradesanferm. Fram till 2020 har de producerat sju album, med en elektronisk musik där det finns starka inslag av dark ambient och i stil med filmmusik.

## Historik
2001 skrev Balago kontrakt med skivbolaget Foehn Records. Samma år kom debutalbum Erm, där musiken var komponerad av David Crespo och Jordi Soldevila. Målet var då att utgå från det abstrakta i musiken.
2004 kom El segon pis ('Andra våningen'), och där var sampling en viktig del av musikkonceptet. D'aquii (2008) var i praktiken ett soloalbum av David Crespo, med känslor och tragedi som bärande teman. Två år senare kom Extractes d'un diari, en mer utåtriktad och melodisk skiva än tidigare produktioner.
Efter 2013 års rytmiskt tonande Darder fick elektronmusiklyssnarna vänta till 2018 på uppföljaren, El demà. På senare år har gruppen bestått av Crespo kompletterad av Guim Serradesanferm.
Gruppen har genomfört konserter både i romanska kyrkobyggnader och i mer traditionella konsertlokaler som Barcelonas Sala Apolo, Razzmatazz och Bikini. Turneer har genomförts både i andra europeiska länder och på andra sidan Atlanten.

## Diskografi
- Erm (CD, Foehn Records, 2001)
- El segon pis ('Andra våningen'; CD, Foehn Records, 2004)
- D'aquii (CD, Foehn Records, 2008)
- Extractes d'un diari ('Utdrag ur en dagbok'; CD, Foehn Records, 2010)
- Darder (CD/LP, Foehn Records, 2013)
- El demà ('Morgondagen'; CD/LP, Foehn Records, 2018)
- Els altres ('De andra'; Foehn Records, 2020)